# ヤワラスゲ
ヤワラスゲは、普通に見られるスゲ属の一種。やや湿ったところに生える小型から中型のスゲである。

## 特徴
ヤワラスゲ Carex transversa Bott は、単子葉植物カヤツリグサ科スゲ属の多年草である。花茎の苞葉がよく発達するのが目につく。鮮やかな緑で、全体に強いつやを持つ。名前は全体に緑色で柔らかに見えることによるが、実際には特に柔らかい訳ではない。
根茎は短く、まとまった株立ちになる。匍匐茎は出さない。草丈は40-50cm程度の小型から中型のスゲだが、草刈りが大なわれる場所では10cm程度になることもある。葉は細長く、やや立つ。やや幅広くて3-4mm、時に5mmにもなり、ほぼ平坦で、表面には強いつやがある。基部の鞘は濃い赤色に着色する。それ以外の地上部にはそのような着色は見えない。
花茎はほぼ真っ直ぐに立つ。小穂は上の方に数個がつくが、その途中に茎葉が出るし、小穂の包の葉状部もとてもよく発達し、花序よりはるかに長くなる。花序の包の基部は鞘にならない。茎の断面は三角で滑らか。
小穂は頂小穂は雄性、以下の側小穂は雌性で、いずれも斜め上に突き出す。側小穂は2-3個あり、先端のものは雄小穂の基部に集まるが、一つは離れて下に出ることが多い。
雄小穂は淡い緑色、細い棒状で1-3cm、短い柄がある。雄花鱗片には芒がある。
雌小穂は太い円柱形で長さ1-3cm、先端近くのものはほとんど柄がないが、下に離れたものにははっきりした柄がある。後述のように果胞の嘴が長いこと、それに雌花鱗片も突き出すので、よく見るとかなりとげとげしい形になっている。雌花鱗片は4-6mm、緑を帯びた半透明で、果胞にそって包まずに中空に突き出る。果胞は長さ5-5.5mm、幅2mm程度の卵形で、その長さの半分ははっきりと突き出た嘴となっており、その先端には二つの歯がある。基部は丸くふくらむ。
果実は狭卵形で長さ3mmほど、やや扁平な三稜形、柱頭の基部は太くなっており、果実の先端で狭まって折れやすくなっている。
また、乾燥させて押し葉標本にすると果胞が黒くなる、という特徴があるが、これは乾燥機などを使った場合には出ないこともある。

## 生育環境
日なたの草地から木陰まで見られる。特にやや湿ったところに多く、川辺や水湿地によく見られるが、本格的な湿地に出現するものではない。道ばたに見られることもある。

## 分布
北海道から九州までと対馬に見られる。国外では朝鮮と中国から知られる。

## 分類、近縁種等
頂小穂が雄性、側小穂が雌性、苞に鞘があり、果胞は熟すと褐色に変色、柱頭は3つに裂けるといった特徴から勝山(2015)は本種をミヤマシラスゲ節に含めている。この節には日本に9種ばかりがあり、カサスゲ C. displata や ミヤマシラスゲ C. confertiflora などは広く見られる種であるが、これらを含めて多くの種は根茎が横に伸び、本種のようにまとまった株にならない。
その点でよく似ているものにアワボスゲ C. nipponica Ohwi がある。全体にも各部の特徴でもよく似ているが、果胞の嘴がはるかに短い。そのため、雌小穂にはとげとげした印象がない。名前はこの果胞のまるまるしたところをアワに見立てたものである。
なお、本種によりよく似たものとして、ベンケイヤワラスゲ C. benkei が2009年に新種として記載された。これは本種ととてもよく似たもので、違いとしては本種の雌花鱗片の芒を除く本体の長さが果胞の約半分しかないのに対して、この種では果胞とほぼ同じ長さで、そこから更に1～4mmの長さの芒が突き出すことである。この種は日本では本州、四国、九州と対馬から発見されており、国外では中国から知られている。

## 利害
特に利害はない。